# Верхний Дашкесан
Верхний Дашкесан (азерб. Yuxarı Daşkəsən; арм. Վերին Քարհատ) — посёлок городского типа в Дашкесанском районе Азербайджана. Посёлок расположен в 10 км от железнодорожной станции Кущинский Мост (на линии Гянджа — Кущинский Мост).
Статус посёлка городского типа с 1966 года.

## Население
По данным Кавказского календаря 1910 года, в 1907 году в селе Верхний Дашкесан Елизаветпольского уезда с населением 691 человек проживали в основном армяне.
По данным Кавказского календаря 1912 года, население села Верхний Дашкесан состояло преимущественно из армян. Здесь проживало 798 человек.
| 1970 | 1979 | 1989 | 2011 |
| ---- | ---- | ---- | ---- |
| 1671 | 1160 | 940  | 1800 |

## Достопримечательности

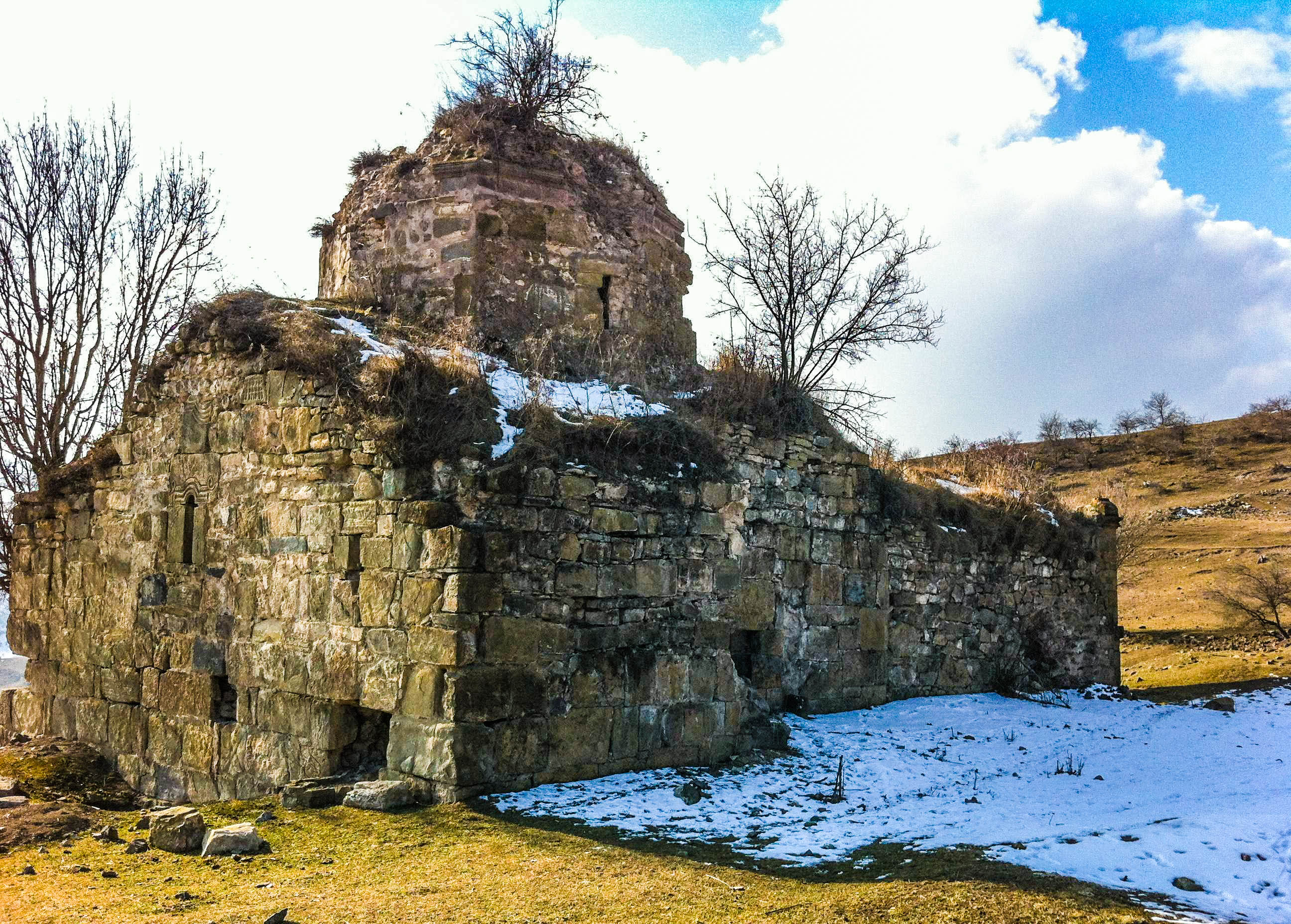
Руины армянского монастыря Таргманчац (IV век)

К северо-западу от посёлка расположен армянский монастырь Таргманчац IV века.